# Open di Francia 2011 - Doppio leggende femminile
Martina Navrátilová e Jana Novotná erano le detentrici del titolo, ma hanno perso in finale contro Lindsay Davenport e Martina Hingis con il punteggio di 6–1, 6–2.

## Tabellone

### Legenda
| - Q = Qualificato - WC = Wild card - LL = Lucky loser | - ALT = Alternate - SE = Special Exempt - PR = Protected Ranking | - w/o = Walkover - r = Ritirato - d = Squalificato |

### Finale
|  | Finale                           |                                  |                                  |   |   |  |
|  |                                  |                                  |                                  |   |   |  |
|  | Martina Navrátilová Jana Novotná | Martina Navrátilová Jana Novotná | Martina Navrátilová Jana Novotná | 1 | 2 |  |
|  | Lindsay Davenport Martina Hingis | Lindsay Davenport Martina Hingis | Lindsay Davenport Martina Hingis | 6 | 6 |  |

### Gruppo A
|  |                                    | Navrátilová Novotná | Maleeva Tauziat | Majoli Martínez | RR V–P | Set V–P | Game V–P | Posizione |
|  | Martina Navrátilová Jana Novotná   |                     | 6–2, 6–3        | 7–5, 6–1        | 2–0    | 4–0     | 25–11    | 1         |
|  | Magdalena Maleeva Nathalie Tauziat | 2–6, 3–6            |                 | 6–4, 6–2        | 1–1    | 2–2     | 17–18    | 2         |
|  | Iva Majoli Conchita Martínez       | 5–7, 1–6            | 4–6, 2–6        |                 | 0–2    | 0–4     | 12–25    | 3         |

La classifica viene stilata in base ai seguenti criteri: 1) Numero di vittorie; 2) Numero di partite giocate; 3) Scontri diretti (in caso di due giocatori pari merito ); 4) Percentuale di set vinti o di games vinti (in caso di tre giocatori pari merito ); 5) Decisione della commissione.

### Gruppo B
|  |                                  | Davenport Hingis    | Temesvári Testud    | Fernández Zvereva | RR V–P | Set V–P | Game V–P | Posizione |
|  | Lindsay Davenport Martina Hingis |                     | 6–3, 6(4)–7, [10–0] | 6–1, 6–3          | 2–0    | 4–1     | 25–14    | 1         |
|  | Andrea Temesvári Sandrine Testud | 3–6, 7–6(4), [0–10] |                     | 6–4, 6–3          | 1–1    | 3–2     | 22–20    | 2         |
|  | Gigi Fernández Nataša Zvereva    | 1–6, 3–6            | 4–6, 3–6            |                   | 0–2    | 0–4     | 11–24    | 3         |

La classifica viene stilata in base ai seguenti criteri: 1) Numero di vittorie; 2) Numero di partite giocate; 3) Scontri diretti (in caso di due giocatori pari merito ); 4) Percentuale di set vinti o di games vinti (in caso di tre giocatori pari merito ); 5) Decisione della commissione.